# Tabeak Blau Satu
Tabeak Blau Satu is een bestuurslaag in het regentschap Lebong van de provincie Bengkulu, Indonesië. Tabeak Blau Satu telt 865 inwoners (volkstelling 2010).